# Afrapix
Afrapix byla kolektivní agentura amatérských a profesionálních fotografů, kteří se postavili proti apartheidu v Jihoafrické republice a dokumentovali Jihoafrickou republiku v 80. letech. Skupina byla založena v roce 1982 a sama se rozpustila v roce 1991.

## O společnosti Afrapix
Agenturu založili v roce 1982 Cedric Nunn, Paul Weinberg, Peter Mackenzie a Omar Badsha. Afrapix byl nezávisle financován svými členy, kteří byli jak černí, tak bílí. Skupina získávala národní i mezinárodní zpětnou vazbu, protože jejich fotografie byly využívány po celém světě. Oxfam použil fotografie řady členů Afrapix k ilustraci své publikace z roku 1990 „We Cry for our Land: Farmworkers in South Africa“ a některé snímky agentury Afrapix byly také použity v Oxfamu „Front Line Africa: The Right to a Future“ (1990).. Členové Afrapixu fotografovali své vlastní projekty a také vedli workshopy v černošských komunitách, které se zaměřovaly na fotografii a gramotnost prostřednictvím uměleckých děl. Členové Afrapixu sdíleli své technické znalosti a zároveň mentorovali jednotlivce v těchto oblastech.
Protože toto období bylo známé jako „léta boje“, fotografie a projekty vytvořené prostřednictvím Afrapixu byly označovány jako „fotografování boje“. Mnozí z fotografů se považovali za politické aktivisty nebo měli politický program a snažili se zvýšit povědomí o zlu apartheidu. Různí umělci z Afrapixu se shodli, že jsou týmem pracujícím proti apartheidu, ale že jejich inspirace pocházejí z různých míst.
Mnoho snímků bylo ze shromáždění nebo protestů, příkladů brutality autorit a zbídačených oblastí. Kylie Thomas naznačil, že historie sociální dokumentární fotografie v období Afrapixu je pravděpodobně složitější a heterogennější, než se často naznačovalo, zejména při analýze prací fotografek, jako jsou Gille De Vliegová  nebo Gisèle Wulfsohnová.  
Podrobná časová osa Afrapix je dostupná na webových stránkách SA History Online.

## Principy a cíle
Paul Weinberg, jeden ze spoluzakladatelů Afrapixu, řekl, že Afrapix si klade za cíl být „agenturou a obrazovou knihovnou a stimulovat dokumentární fotografii“ (viz Art and the End of Apartheid, Peffer, 2009, str. 254):
Fotografii nelze oddělit od politických a sociálních problémů, které nás denně obklopují. Jako fotografové jsme v těchto procesech neoddělitelně chyceni – nejsme objektivními nástroji, ale hrajeme roli ve způsobu, jakým volíme svá prohlášení. 

## Členové
Joseph Alfers,
Peter Auf de Hyder,
Omar Badsha,
Steve Hilton Barber,
Gille de Vliegová,
Graham Goddard,
Dave Hartman,
Lesley Lawson,
Chris Ledochowski,
John Liebenberg,
Herbert Mabuza,
Humphrey Phakade "Pax" Magwaza,
Kentridge Matabatha,
Rafique Mayet,
Mxolise Mayo,
Vuyi Lesley Mbalo,
Peter McKenzie,
Roger Meintjies,
Eric Miller,
Santu Mofokeng,
Deseni Moodliar,
Cedric Nunn,
Billy Paddock,
Biddy Partridge,
Myron Peters,
Jeeva Rajgopaul,
Wendy Schwegmann,
Cecil Sols,
Guy Tillim,
Zubeida Vallie,
Paul Weinberg,
Gisèle Wulfsohnová,
Anna Zieminski

## Konflikty
Fotografové se vystavovali riziku pokaždé, když pracovali, vzhledem k tomu, že je autoritativní postavy mohly zničit nebo dokonce zastřelit.
Při práci v černošských čtvrtích byla jejich díla občas zabavována. Zařízení některých členů Afrapixu byla vydrancována. Situaci ztěžoval dohled bezpečnostní policie. Fotografové mohli být zadrženi i mimozákonně.
Vzhledem k tomu, že za Afrapix nebyl zodpovědný jediný člověk nebo osoby, mezi členy existovaly kontrasty pohledů a myšlenek. Kvůli tomu docházelo k neshodám a eventuálnímu rozkolu mezi více politickou částí a individuální dokumentární částí, která by se později pojmenovala Southlight.
Na agenturu Afrapix se snášelo mnoho kritiky. To bylo vnímáno negativně některými lidmi, kteří si mysleli, že skupina ukazuje jako bezmocné pouze černé Afričany. Sami různí fotografové z Afrapixu uvedli, že se cítili pod tlakem, aby svými snímky naplňovali stereotypy.

## Projekty
- Omar Badsha, ed. South Africa: The cordoned heart: Essays. (Jihoafrická republika: Opásané srdce: Eseje.) Kapské Město: Gallery Press; New York: Norton, 1986.[pozn. 1]
- Omar Badsha a kol., ed. Beyond the barricades: Popular resistance in South Africa: Photographs by twenty South African photographers. (Za barikádami: Populární odpor v Jihoafrické republice: Fotografie dvaceti jihoafrických fotografů.) New York: Aperture, 1989. ISBN 0-89381-375-3.
- Victor Levie, ed. Kamera De Verborgen: Zuidafrikaanse fotografie aan de censuur ontkomen = Skrytá kamera: Jihoafrická fotografie uniklá cenzuře. Amsterdam: Stichting CASA, 1989. ISBN 9035107411.
- Wendy Davies, We Cry for our Land: Farmworkers in South Africa. Oxfam 1990. ISBN 0-85598-143-1
- Susannah Smith, Front Line Africa: The Right to a Future. Oxfam 1990. ISBN 0-85598-103-2